# Klaus Handsome
Klaus Handsome er en dansk sanger fra Skanderborg. Hans musik er inspireret af blandt andre Leonard Cohen, Stig Møller, Steppeulvene og Bob Dylan.
Han dugav sit debutalbum i BIG BUDDHA i 1998. I 2004 udgav han sit andet album I denne tidsalder, der modtog tre ud af seks stjerner i musikmagasinet GAFFA. Hans tredje studiealbum, Den sidste nat, udkom i 2009 og det modtog fire ud af seks stjerner i musikmagasinet GAFFA.

## Diskografi
- BIG BUDDHA (1998)
- I denne tidsalder (2004)
- Den sidste nat (2009)